# Spandauer
En spandauer er et luftigt stykke wienerbrød med borgmestermasse indeni, hakkede hasselnødder og creme eller syltetøj i midten og glasur rundtom. Den kan spises til morgenmad, men også tit til eftermiddags- eller aftenkaffe.
Navnet refererer til bydelen Spandau i Berlin. I denne bydel lå i årene 1876-1987 et berømt/berygtet fængsel med samme navn. Spandauerens "volde" laves som fire tårne i dejen, ligesom fængslets tårne, og bag disse "volde" er cremen hhv. syltetøjet derved spærret inde. Alternativt kan der være tale om en reference til Zitadelle Spandau[kilde mangler] En spandauer kaldes undertiden »Bagerens dårlige øje«.